# 화양초등학교 (전남)
화양초등학교는 대한민국 전라남도 여수시 화양면 화동리에 있는 공립 초등학교이다.

## 학교 연혁
- 1920년 6월 5일 화양사립보통학교 설립
- 1923년 10월 23일 공립 개편 인가
- 1924년 4월 4일 화양공립보통학교 개교(설립인가 4월 1일)
- 1938년 4월 1일 화양공립심상소학교 개칭
- 1941년 4월 1일 화양공립국민학교 개칭
- 1951년 4월 1일 화양국민학교 개칭
- 1981년 3월 1일 병설유치원 개원(설립인가 1월 21일)
- 1995년 3월 1일 화남국민학교 통폐합
- 1996년 3월 1일 화양초등학교 개칭
- 1999년 9월 1일 이목초등학교 통폐합
- 2022년 3월 1일 제30대 정혜자 교장 부임
- 2025년 1월 10일 제100회 졸업(5,890명)

## 학교 상징
- 교화 : 동백 - 희망, 용기
- 교목 : 소나무 - 질서, 의지
- 교색 : 녹색 - 성장, 번영

## 참고 자료
- 화양초등학교 - 한국교육학술정보원 학교알리미